# لوسي كوتن
لوسي كوتن (بالإنجليزية: Lucy Cotton)‏ هي ممثلة أمريكية، ولدت في 29 أغسطس 1895 في هيوستن في الولايات المتحدة، وتوفيت في 12 ديسمبر 1948 في ميامي بيتش في الولايات المتحدة.

## وصلات خارجية
- لوسي كوتن على موقع IMDb (الإنجليزية)
- لوسي كوتن على موقع قاعدة بيانات برودواي على الإنترنت (الإنجليزية)
- لوسي كوتن على موقع قاعدة بيانات الفيلم (الإنجليزية)